# White Pass and Yukon Railway

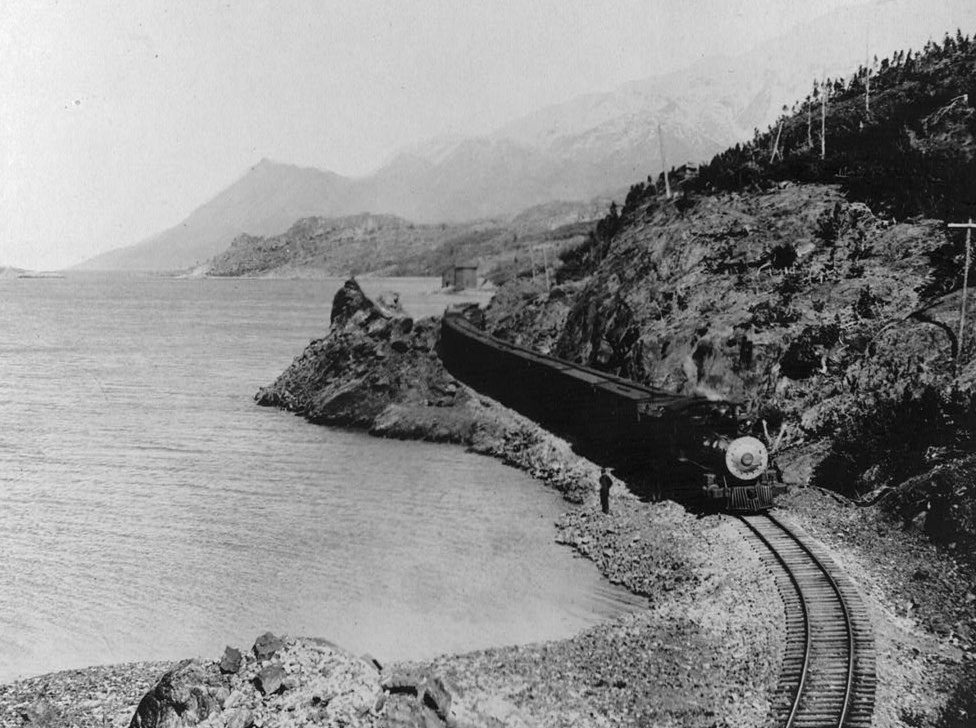
White Pass Railway. Потяг на узбережжі озера Беннет

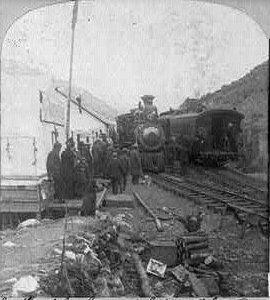
Клондайк: кінцева станція, 1900.

White Pass and Yukon Railway (WP&Y, WP&YR) — канадсько-американська вузькоколійна залізниця другого класу між населеними пунктами Вайтгорс (Юкон, Канада) і Скагвай (Аляска, США). Загальна довжина — 175 км.
Роботи з будівництва залізниці почалися в 1898 році. Головним її призначенням було доправлення пасажирів та вантажів до місць Клондайкської золотої лихоманки. Траса проходила складним гірським перевалом Вайт, що сильно ускладнювало її будівництво. Залізницю відкрито в 1900 році.
Після завершення золотої лихоманки залізниця закрилася, але її знову відкрили під час чергового буму видобутку корисних копалин в околицях Фаро, Мейо і Клінтон-Крик. 1982 року залізниця знову припинила діяльність. Однак, діяльність частково відновили 1988 року, як туристичний маршрут.
У липні 2018 року залізницю придбала компанія Carnival Corporation & plc.
Це ізольована лінія, не сполучається з будь-якою іншою залізницею. Обладнання, вантажі і пасажирів спочатку переправляють морським шляхом у Скагвай, а потім залізницею доставляються за призначенням. Лінія багато років була підрозділом компанії «Tri-White Corporation», та обслуговувалася компаніями «Pacific and Arctic Railway and Navigation Company» (на Алясці), «British Columbia Yukon Railway Company» (в Британській Колумбії) і «British Yukon Railway Company», спочатку відомої як «British Yukon Mining, Trading and Transportation Company» (Юкон), яка володіла правами на торгову марку «White Pass and Yukon Route».
Залізниця продана «Clublink» спільному підприємству, контрольованому «Survey Point Holdings», з міноритарним пакетом акцій «Carnival Corporation & plc», материнської компанії Carnival Cruise Line. 

У 1994 році Канадське товариство цивільного будівництва

та Американське товариство інженерів-будівельників
 
визнали залізницю міжнародною історичною пам’яткою цивільного будівництва.

## Будівництво

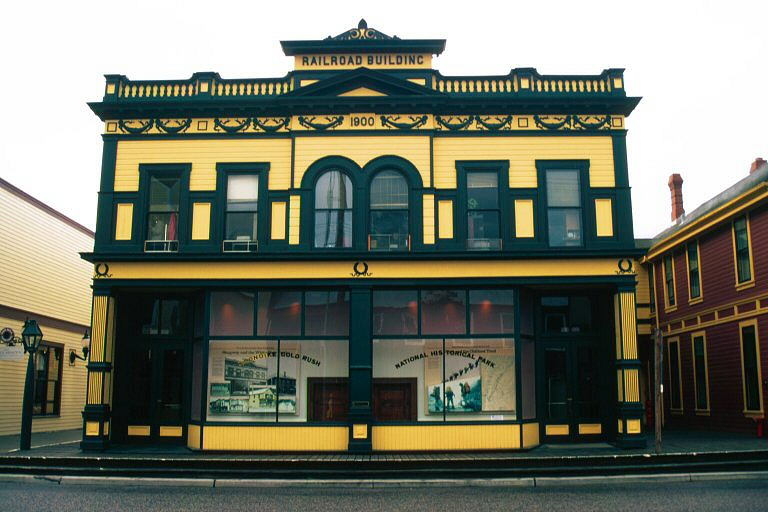
Будівля управління залізницею White Pass and Yukon Route. Зараз тут розташовані музей и адміністрація Національно-історичного парку Клондайкської золотої лихоманки

Залізниця з'явилася через Клондайкську золоту лихоманку в 1897 році. Найпопулярнішим маршрутом золотошукачів до золотих копалень у Доусоні була ненадійна стежка до канадського кордону зі Скагвея або Дайї, через перевали Чилкут або Вайт. 
Там старателі мали отримати дозвіл канадської влади на перетин кордону, який надавали за умови, що в них був запас продовольства. 
Для більшості старателів це вимагало кількох рейсів туди й назад для транспортування своїх припасів. 
Потрібна була система транспорту краща, ніж коні, що використовувалися на перевалі Вайт або люди на перевалі Чилкут. 
Ця потреба призвела до появи перших залізничних проектів. 
У 1897 році канадський уряд отримав 32 пропозиції з будівництва залізниць на Юконі, але більшість із них не було реалізовано.
У 1897 було засновано три окремі компанії для будівництва лінії довжиною 325 миль, що мала з'єднати Скагвей і Форт-Селкерк. 
Велика частина будівництва фінансувалася британськими інвесторами, і цю дільницю невдовзі закінчено. 
Для залізниці обрали вузьку колію шириною 914 мм; вузька колія вимагала меншого радіусу поворотів, дозволяла слідувати за рельєфом місцевості, а не розчищати весь шлях вибухами, що дозволяло спростити прокладку лінії й зекономити значні кошти. Але навіть за таких умов знадобилося 450 тонн вибухівки.
Будівництво почалося в травні 1898, але незабаром у будівельників виникли труднощі в переговорах з адміністрацією міста і місцевим кримінальним авторитетом — Мильним Смітом. 
Президента компанії Самуеля Х. Грейвса (1852-1911) обрали головою комітету пильності, метою якого було вигнання Сміта і його банди. 
Увечері 8 липня 1898 року Мильного Сміта вбили в перестрілці з охоронцями комітету пильності[джерело?]. 
Самуель Грейвс був свідком перестрілки. 
Залізниця допомогла відрізати шляхи відступу банди.
21 липня 1898 року екскурсійний поїзд перевіз пасажирів на відстань 6,4 км від Скагвея, це був перший потяг на Алясці. 30 липня 1898 року права та концесії трьох компаній придбала новоутворена компанія White Pass & Yukon Railway Company Limited з Лондона. 
До середини лютого 1899 року будівництво досягло найвищої точки перевалу Вайт (879,3 м) за 32 км від Скагвея. 
6 липня 1899 року залізниця дісталась до селища Беннетт у Британській Колумбії. 
Влітку 1899 року будівництво продовжили на північ, на дільниці Керкросс — Вайтгорс. 
Вайтгорс розташований за 177 км на північ від Скагвея. 
Будівельні бригади, які працювали на складній дільниці узбережжя озера Беннета, досягли Каркросса наступного року, а останній костиль забили в полотно залізниці 29 липня 1900 року. 
Рух поїздів розпочався 1 серпня 1900 року. 
Проте до того часу золота лихоманка вже вщухла.